# فرانسیسکو دیگو ماسیل
فرانسیسکو دیگو ماسیل (انگلیسی: Francisco Diego Maciel؛ زادهٔ ۱۷ سپتامبر ۱۹۷۷) بازیکن سابق فوتبال اهل آرژانتین است که در پست دفاع راست بازی می‌کرد.